# Zlaști, Hunedoara
Zlaști este un sat ce aparține municipiului Hunedoara din județul Hunedoara, Transilvania, România.

## Lăcașuri de cult
Satul Zlaști este păstrătorul unei biserici de piatră, ctitorită, potrivit inscripției de pe arcada dintre naos și pronaos, în „anno 1732”; a fost închinată „Cuvioasei Parascheva”. Este un edificiu de plan dreptunghiular, cu absida nedecroșată, poligonală, cu trei laturi; nava este consolidată prin trei contraforți. Turnului-clopotniță robust, cu foișor în console și fleșă zveltă, i s-a adosat, pe latura sudică, o încăpere anexă îngustă. În dreptul unicei intrări apusene se găsește un pridvor deschis de zid. La acoperirea lăcașului s-a folosit, în exclusivitate, tabla. Interiorul a fost decorat iconografic în anul 1979, în tehnica „frescă”, de Neculai Hilohi și Floriana Hristudor; curățirea picturii s-a făcut în anul 2008, de către pictorii restauratori Horia Gherghina și Alin Chiriac. Un strat mural și mai vechi, contemporan poate începuturilor lăcașului, a fost restaurat în 1928. Biserica, renovată în anii 1850 (când a fost adus clopotul mic), 1935 și 2005, a fost târnosită la 9 septembrie 1979. Date despre o predecesoare a sa nu s-au transmis.

## Imagini

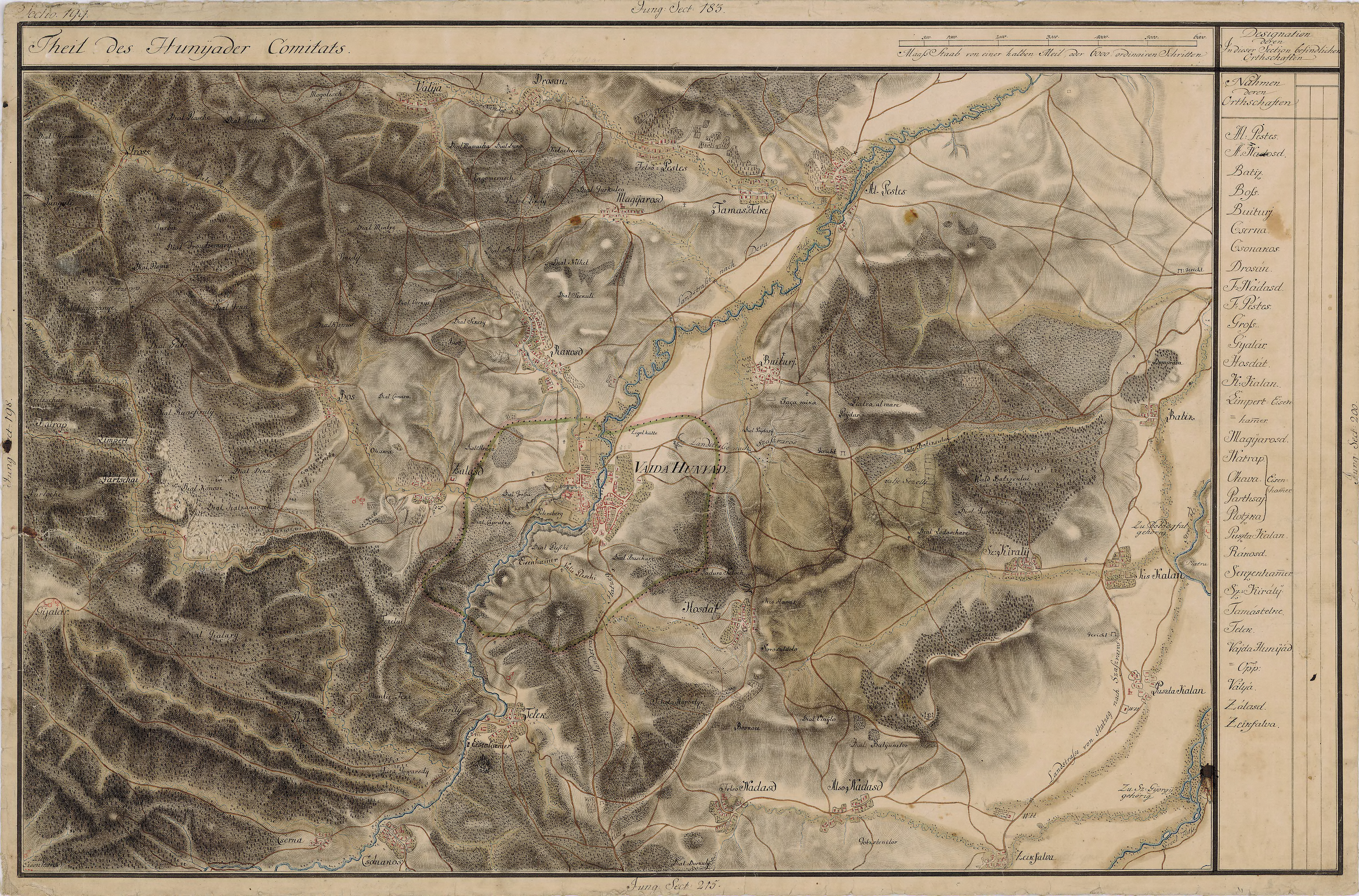
Zlaşti în Harta Iosefină a Transilvaniei, 1769-1773
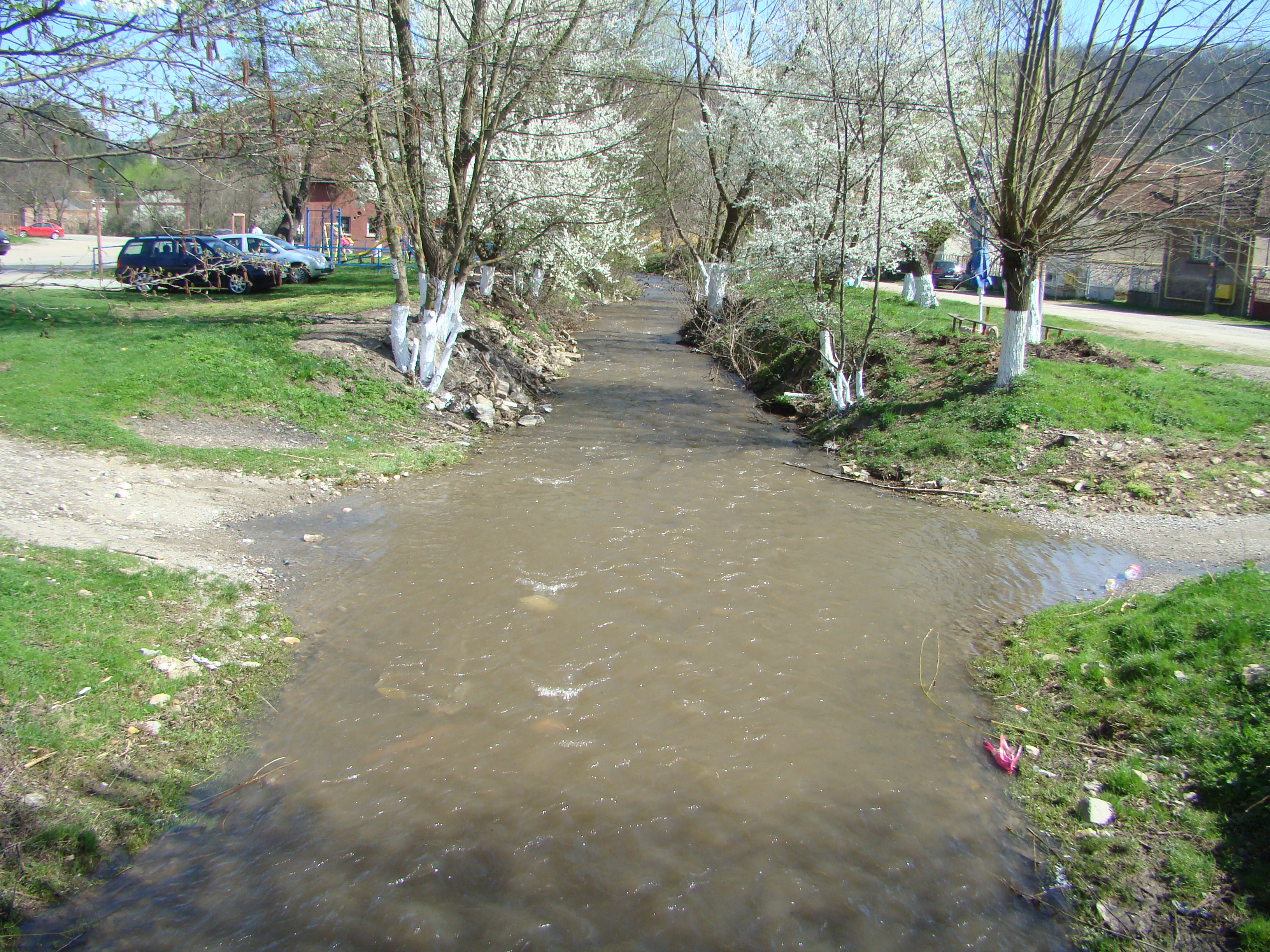
Râul Zlaști
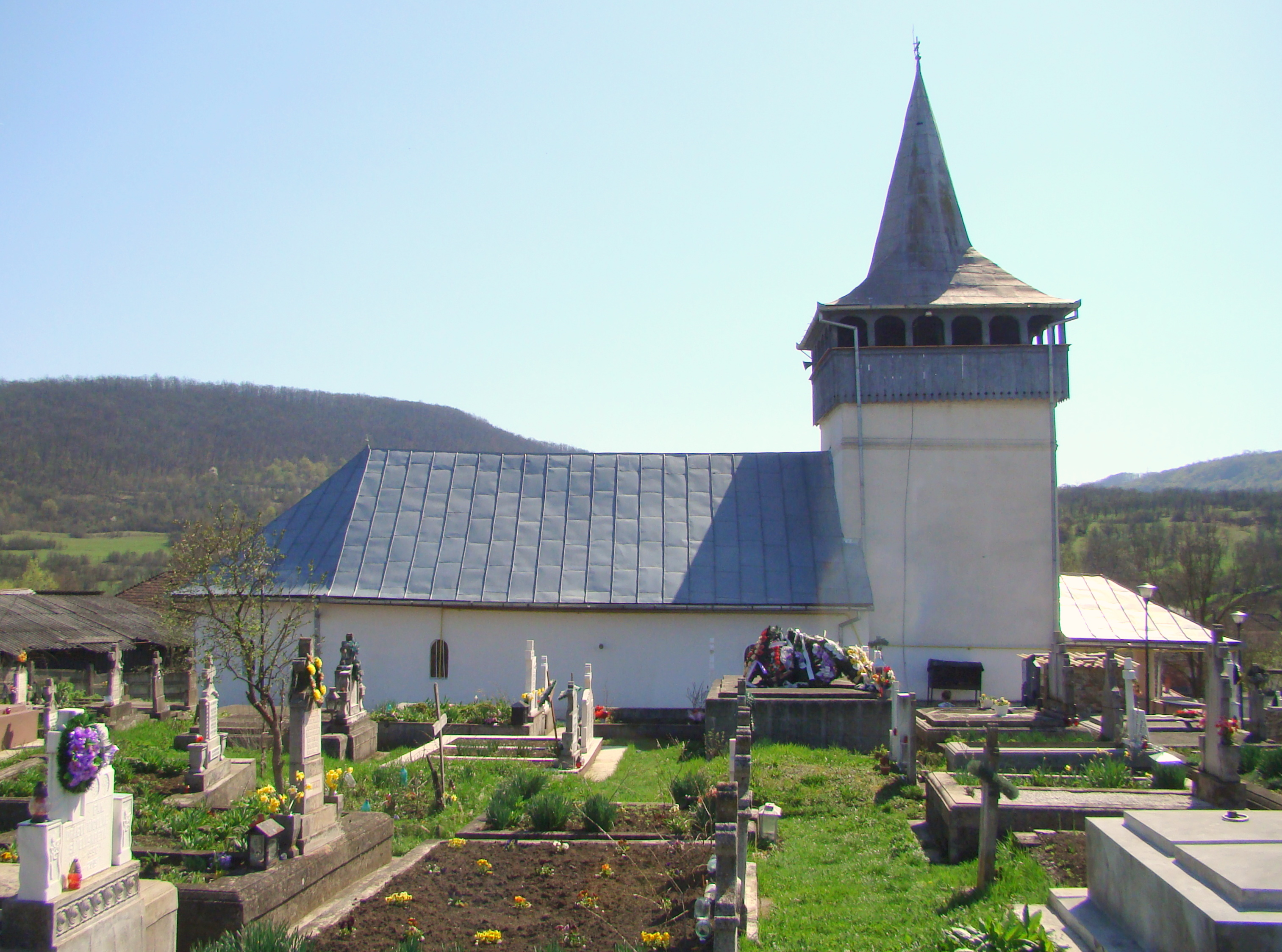
Biserica „Cuvioasa Paraschiva” din Zlaști, foto: aprilie 2018.
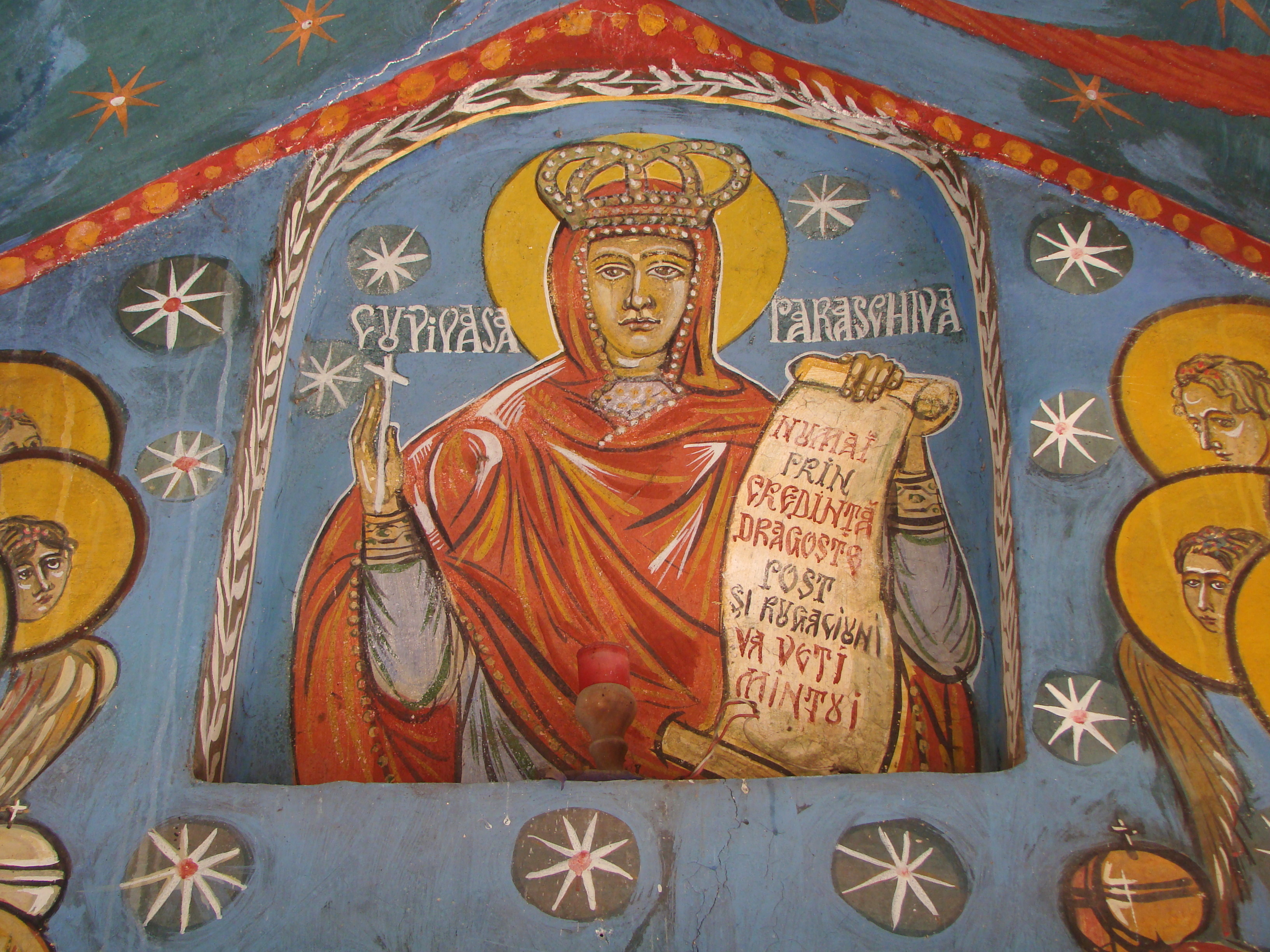
Icoana de hram
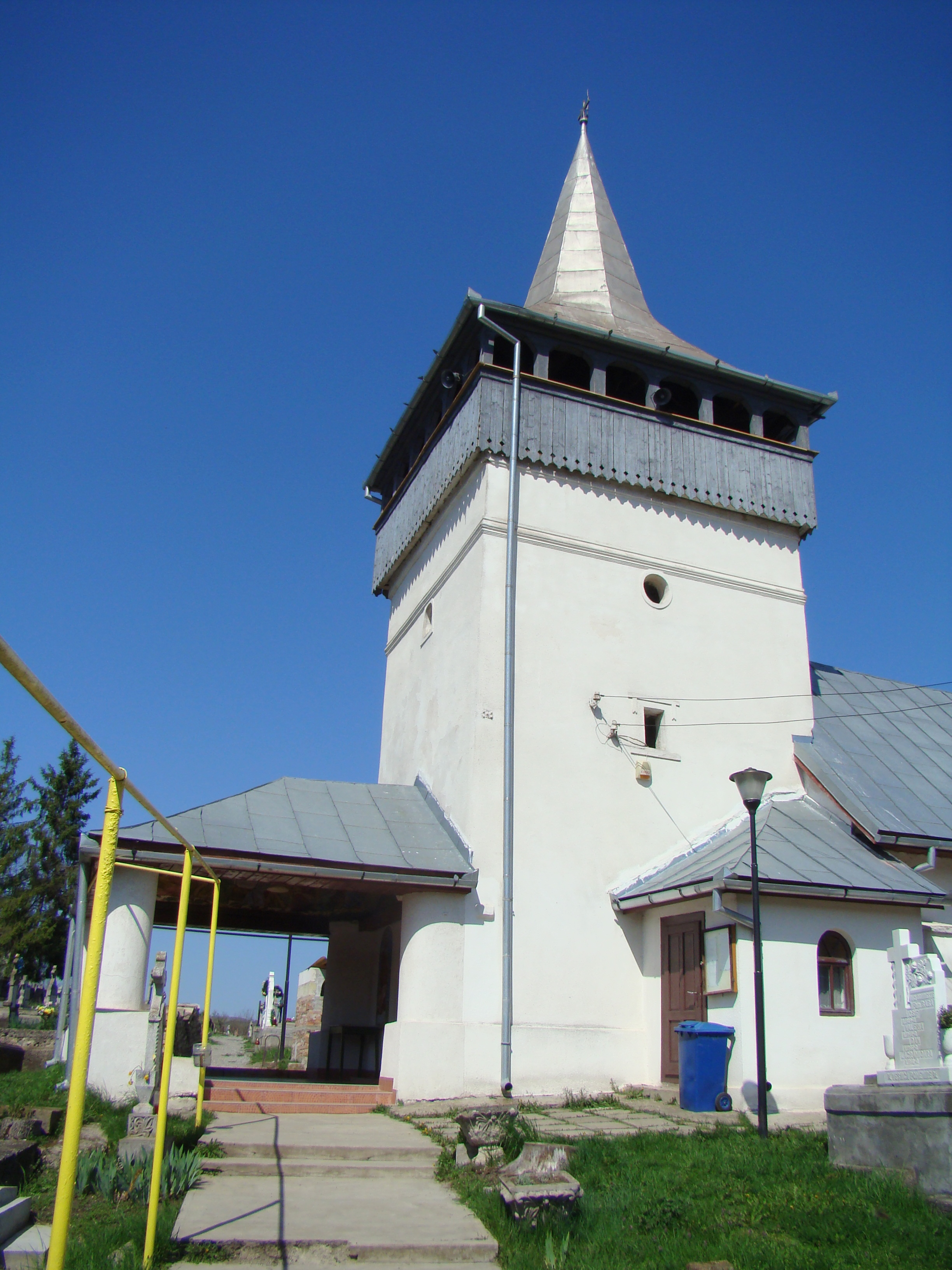
Turnul
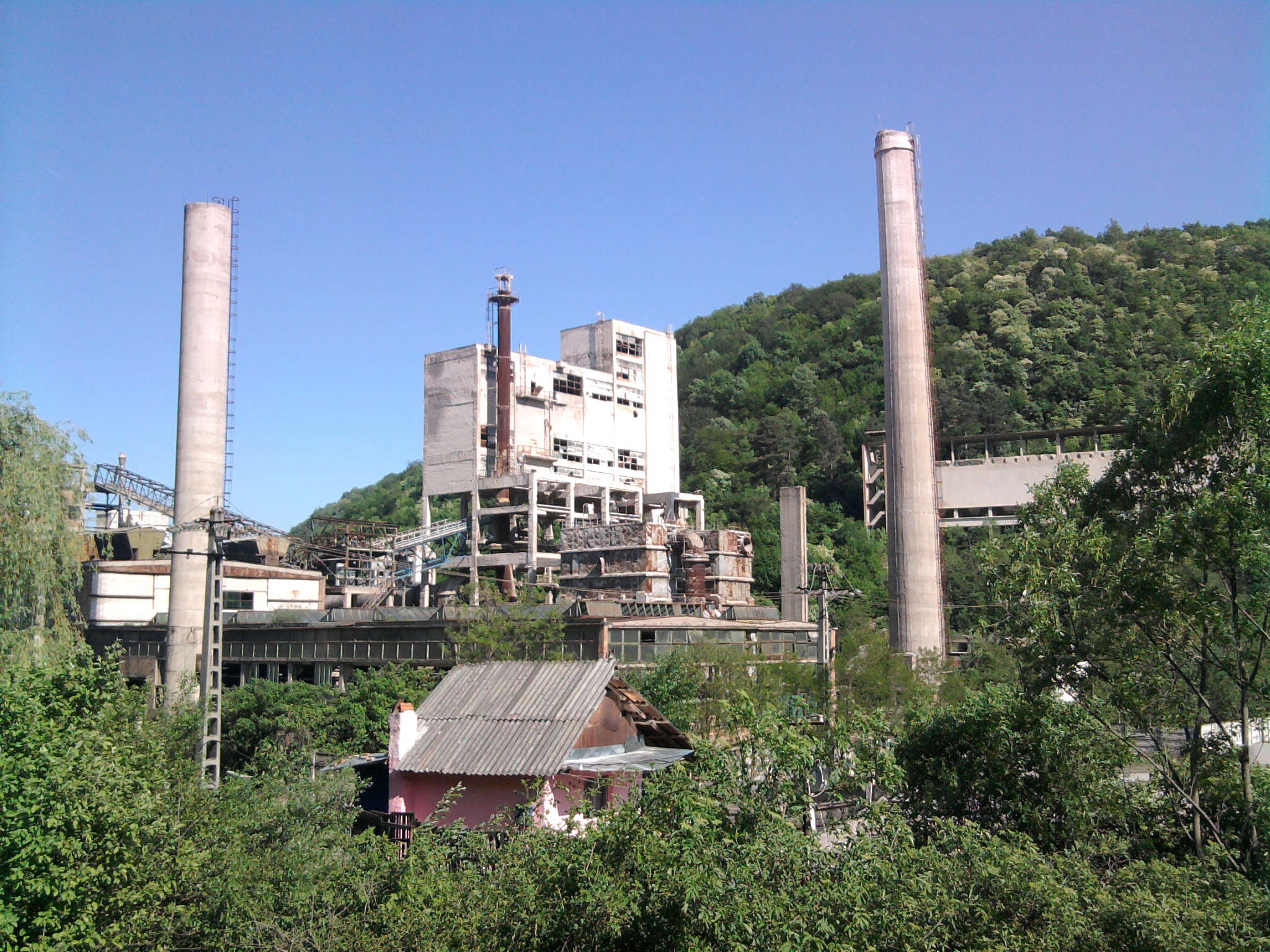
Fabrica de var de la Zlaști
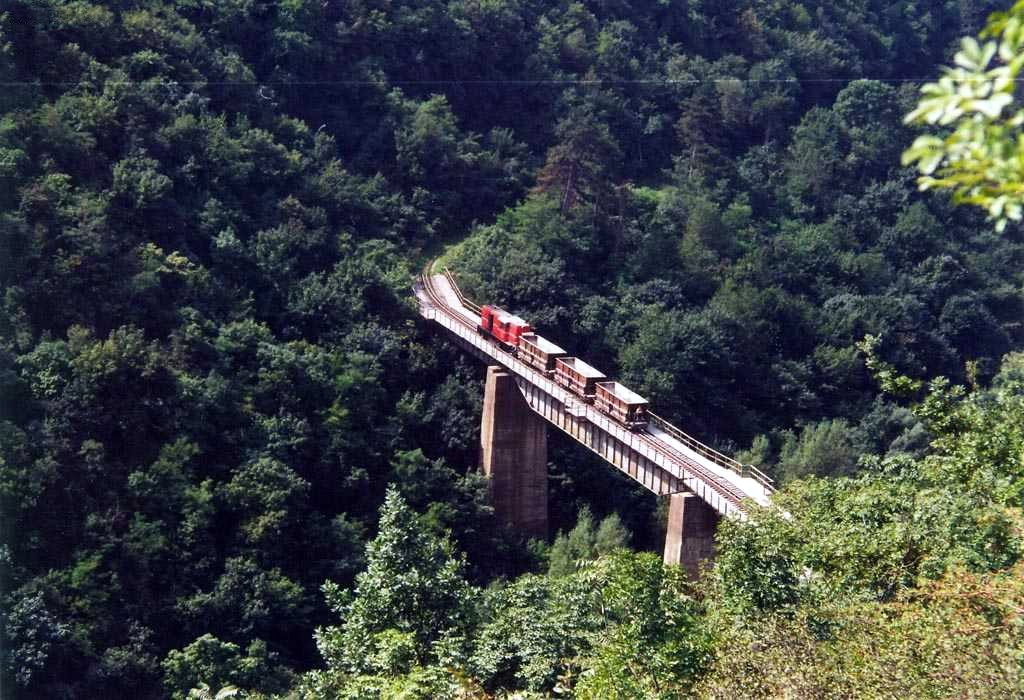
Viaductul în anul 2000 când era încă funcțional